# 隨身聽

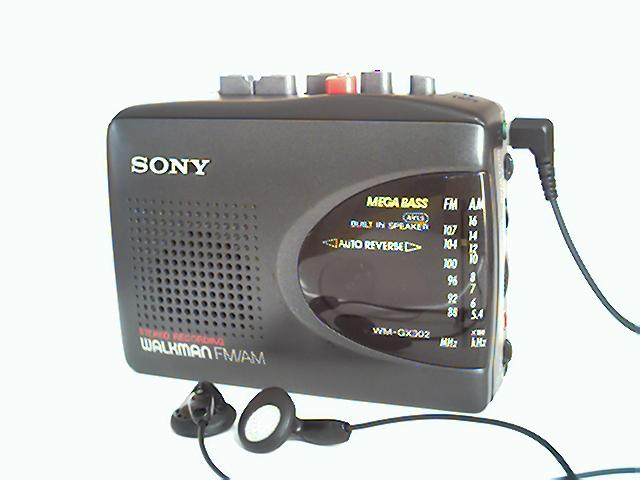
索尼制造的一款随身听

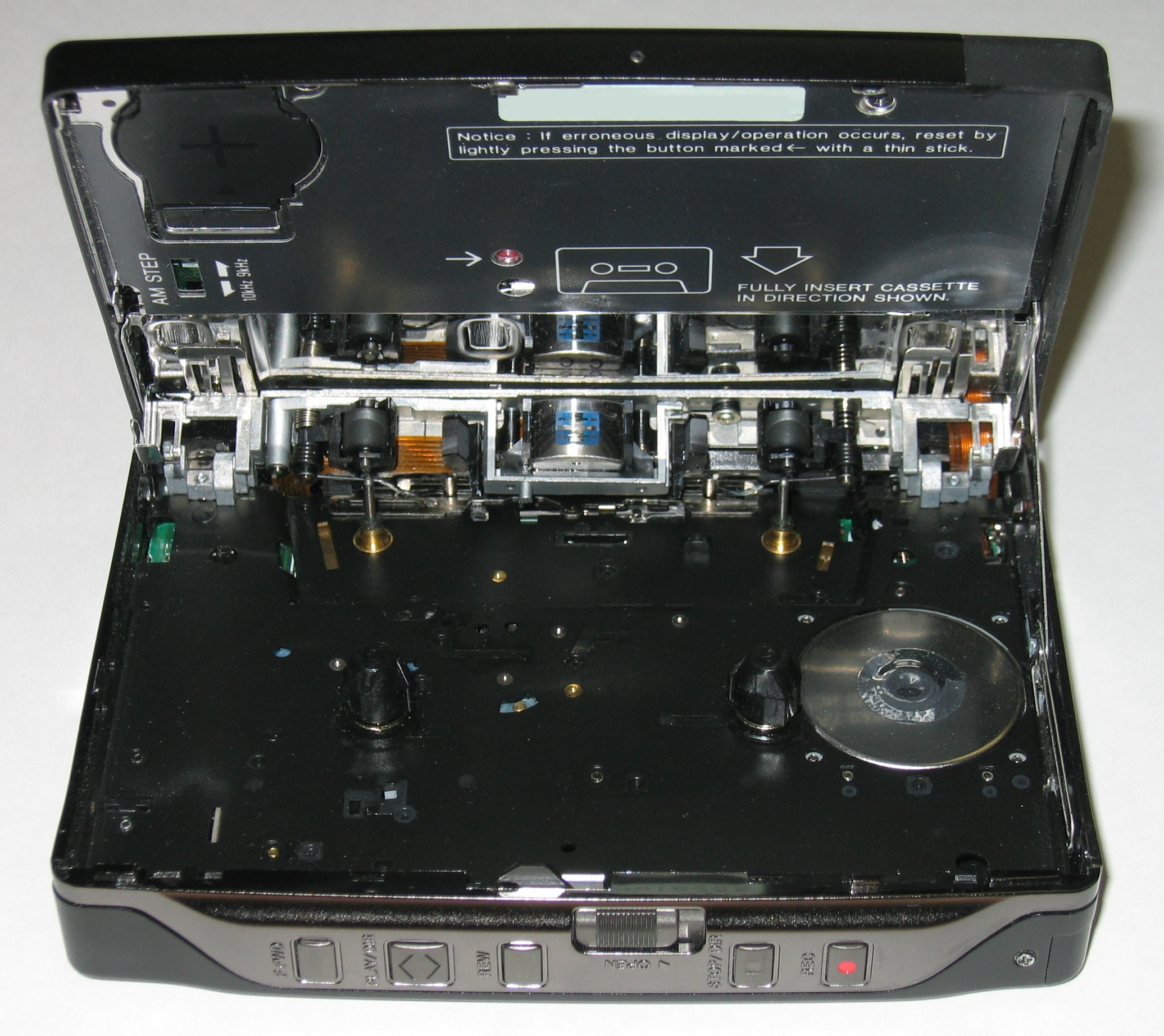
愛華HS-JX810卡式隨身聽，有自動反帶錄音功能

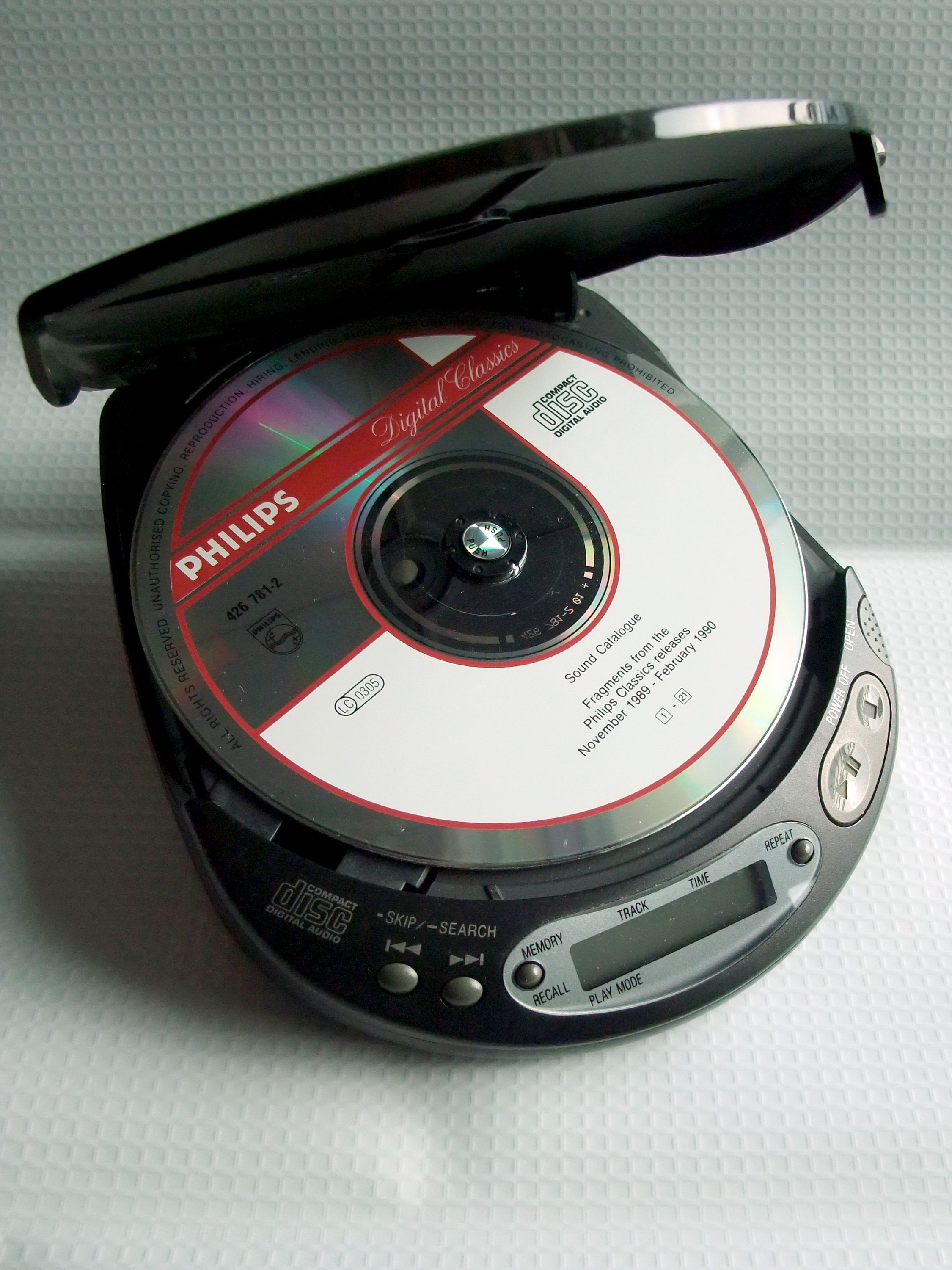
松下電器CD隨身聽

隨身聽即指攜帶型袖珍播放機，屬於電子産品的一個種類。1972年由德國人Andreas Pavel發明，1977年申請專利，但與日本索尼公司訴訟多年並被索尼凍結資產，之後索尼才同意和解付錢給Andreas Pavel。
該辭彙最初出自日本索尼公司的品牌「Walkman」翻譯而來。隨身聽最初只有收音、磁帶播放或錄音功能，由於體積很小，攜帶時掛於腰部，多年輕人使用。隨著電子技術的發展和進步，體積變得越來越小，並演變出多種品種，包括對應CD、MD、MP3、MP4等資料媒介或格式的機種。
隨身聽市場在創始的索尼Walkman稱霸25年後，市場陸續受到MP3播放器侵蝕，最後被蘋果公司的iPod取代市場佔有率第一的地位。